# Za'atar

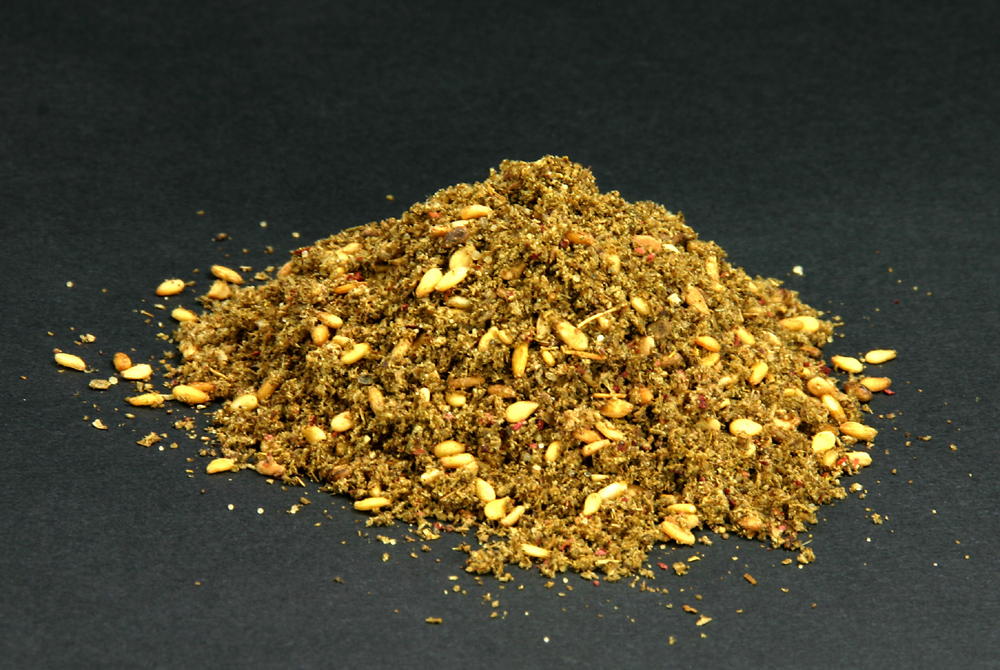
Za'atar

Za'atar (hebrejsky זַעֲתַר, arabsky زَعْتَر) je směs koření, užívaná na Blízkém východě.

## Složení
Základem směsi je dobromysl syrská (Origanum syriacum), dále mateřídouškovec vonný (Thymus capitatus), tymián obecný (Thymus vulgaris), Thymbra spicata a saturejka (Satureja thymbra). Dalšími složkami jsou osmažená semínka sezamu, sumak (také sumah, mleté plody škumpy koželužské) či plody místního druhu terebintu (Pistacia palaestina). Někdy se přidává sůl či semínka fenyklu.
Směs je populární i v zemích severní Afriky, v Jordánsku, Libanonu, Sýrii a v Turecku.

## Užití
Za'atarem se koření chumus (hummus), tvaroh, chléb a zeleninové saláty (s olivovým olejem).

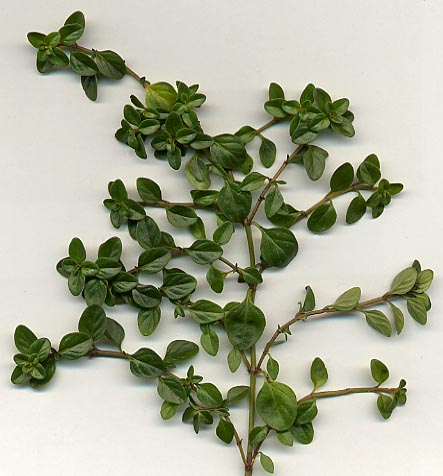
Tymián obecný
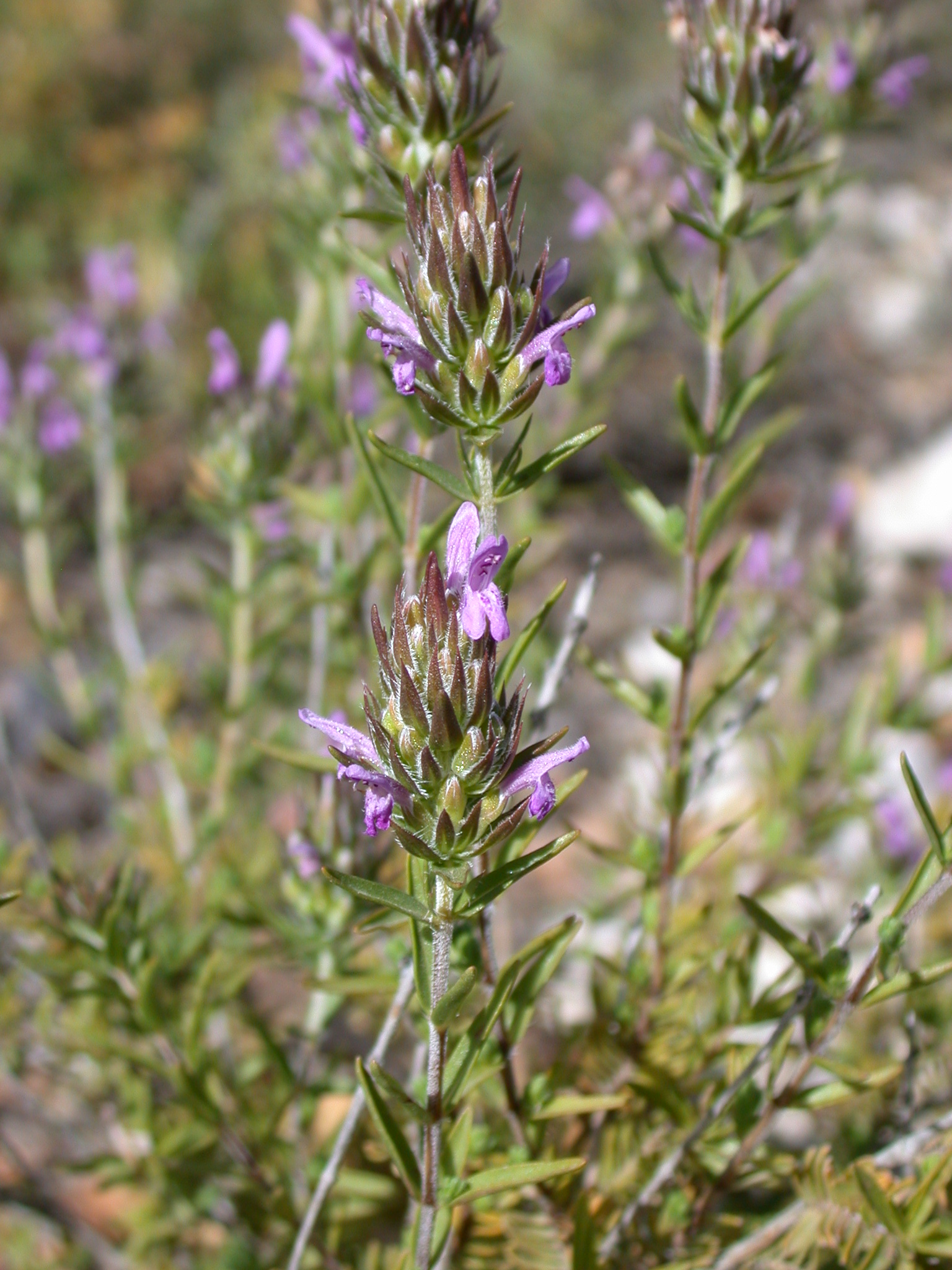
Thymbra spicata
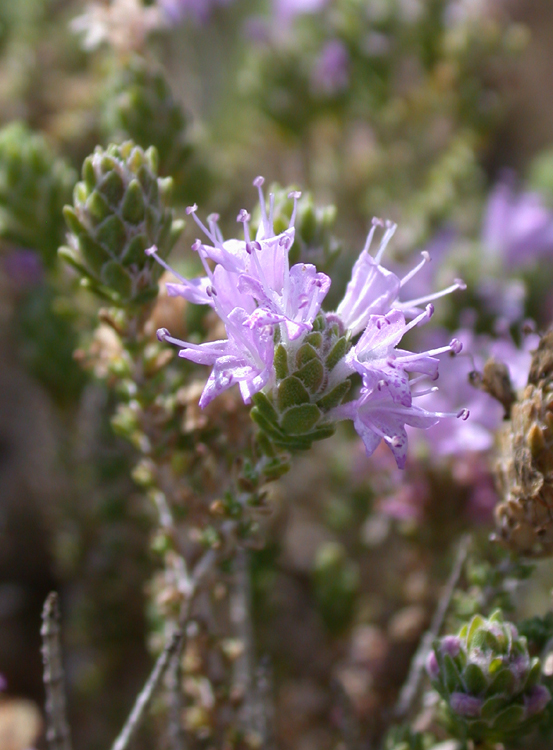
Thymus capitatus
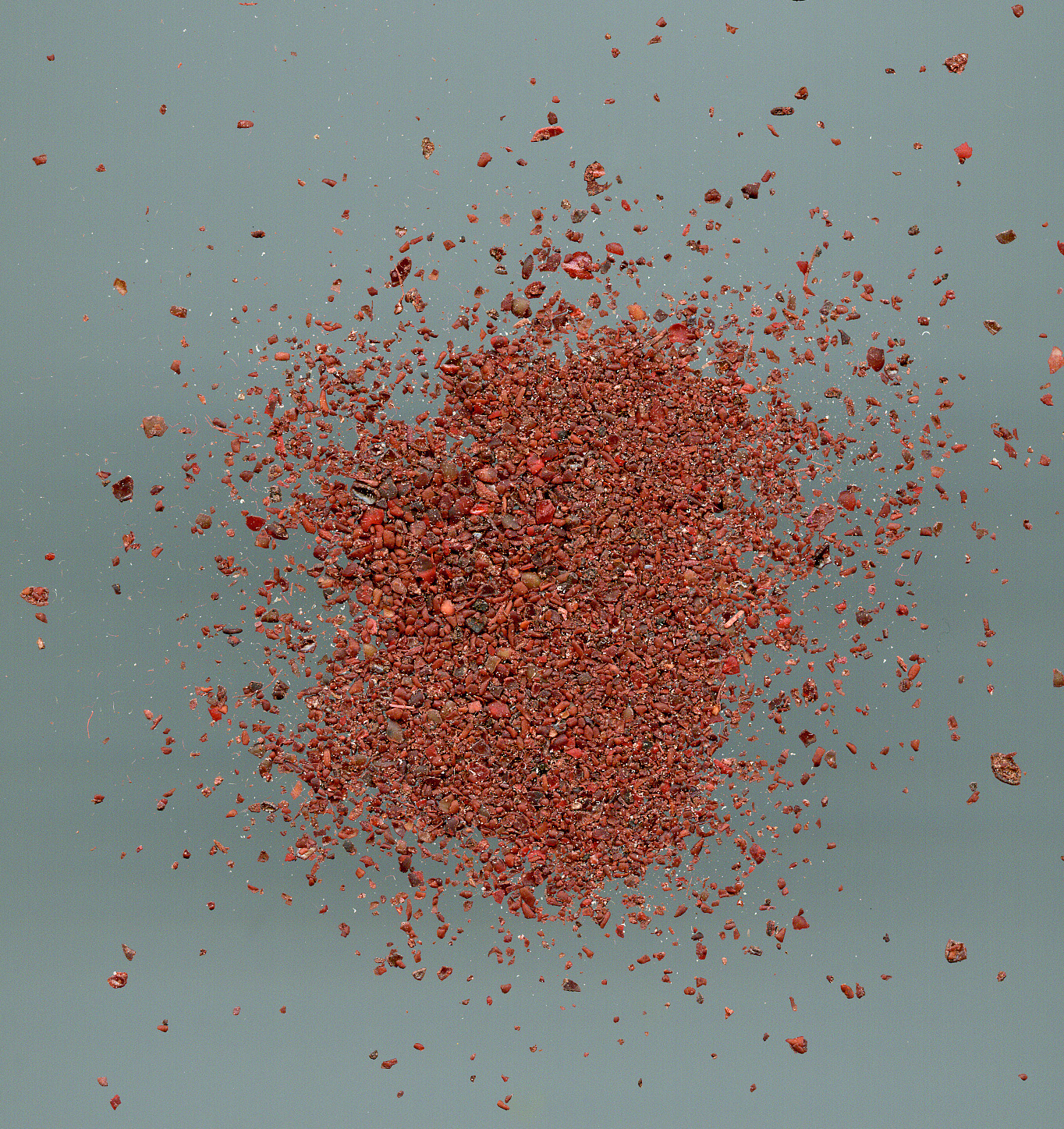
Sumak
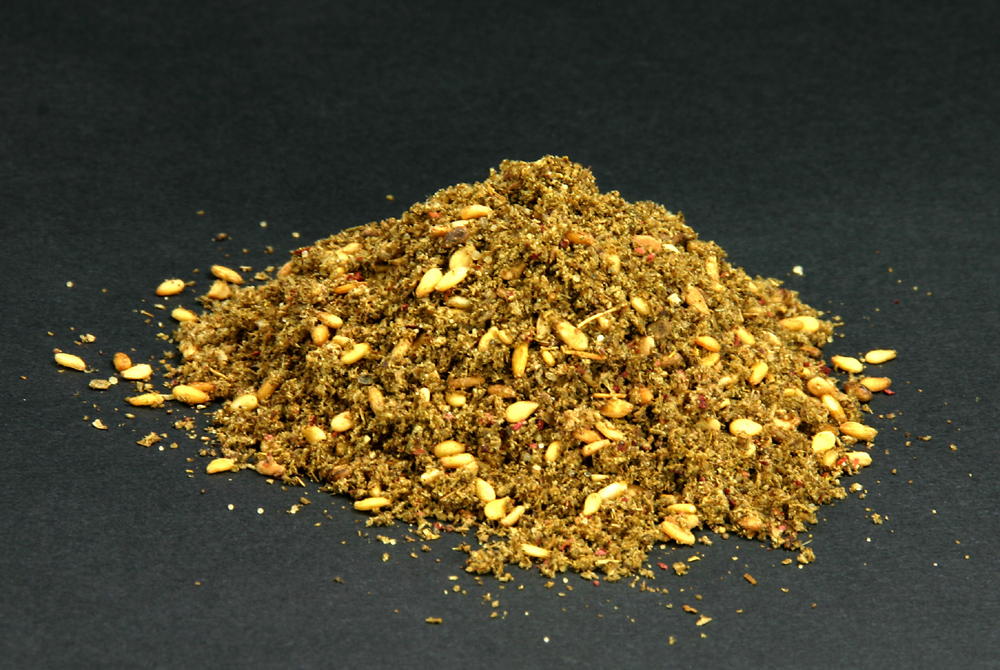
Dobromysl syrská
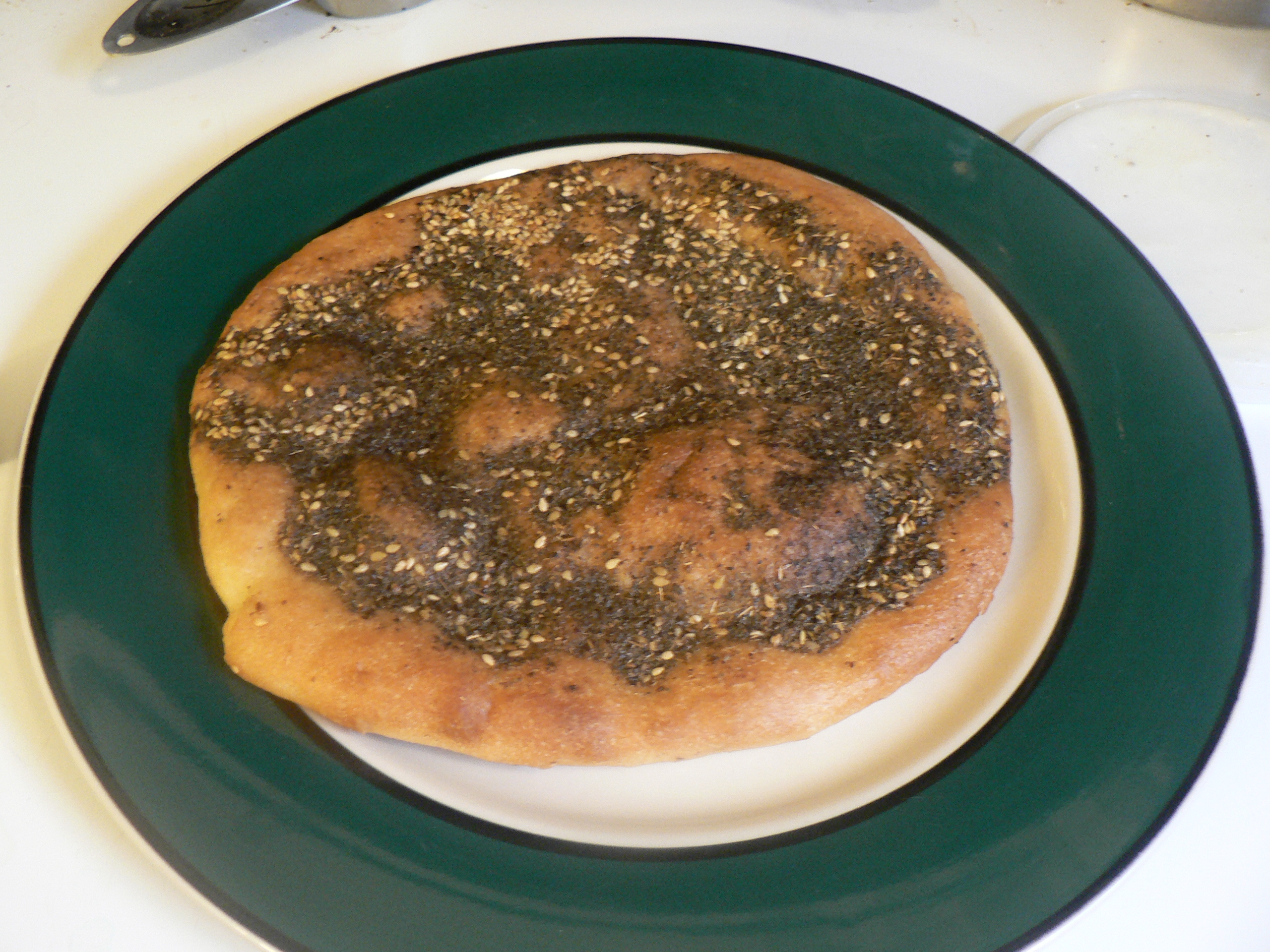
Pita se za'atarem